# Bogenschnitt
Der Bogenschnitt (Bogenschlag) ist eine Methode zur Punktbestimmung in der Geodäsie.
Bei dieser Methode wird ein Neupunkt P von zwei koordinativ gegebenen Punkten A und B aus bestimmt, indem die Distanzen von A und B zum Neupunkt gemessen werden.

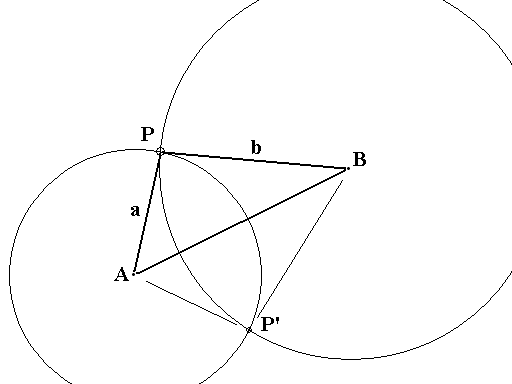
Punktbestimmung (2D) mit Bogenschnitt

Die Berechnung erfolgt durch Auflösung des Dreiecks ABP oder durch Berechnung des Schnittpunkts der beiden Kreise, deren Mittelpunkte durch A und B gegeben sind und deren Radien mit den Streckenmessungen a und b identisch sind.
Die Aufgabe des Bogenschnittes hat keine Lösung, wenn die Summe der Streckenmessungen (a + b) kleiner ist als der Abstand zwischen A und B oder wenn die Differenz der gemessenen Strecken größer ist als der Abstand AB. Sie hat eine Lösung, wenn die Summe der Streckenmessungen gleich dem Abstand zwischen A und B ist, und hat ansonsten zwei Lösungen (im Bild P, P'). 

Mit zwei Messungen gibt es zwei Lösungen, aus denen diejenige zu wählen ist, die mit der örtlichen Lage von A, B und P übereinstimmt. Es ist zu klären, ob P rechts oder links der Linie A, B liegt. Ohne Entscheidungsinstanz sind drei Messungen zu drei bekannten Punkten erforderlich, um eine eindeutige Bestimmung zu erreichen. Überbestimmung verbessert die numerische Genauigkeit.
Anmerkungen: 

Der Bogenschnitt kann prinzipiell in beliebig liegenden Ebenen erfolgen. Doch üblicherweise beziehen sich Punktkoordinaten auf Meeresniveau (Geoid). Wenn daher
1. die drei Punkte nicht auf gleicher Höhe liegen, sind die Distanzen a und b vor dem Bogenschnitt auf die Horizontale zu reduzieren (mit Kosinus des Höhenwinkels).
2. Liegen sie in großer Höhe, sind die Distanzen zusätzlich auf Meeresniveau zu reduzieren.
3. Im dreidimensionalen Raum entspricht dem Bogenschnitt die sog. Trisphäration (Schnitt dreier Kugeln). Sie wird
4. bei GPS sogar auf den Schnitt von 4 Kugeln erweitert, weil zusätzlich zu den Strecken zu den Satelliten ein Zeitsynchronisationsfehler zu berücksichtigen ist (sog. Pseudostrecken).